# Entrapment
(Tagline del film.)
Entrapment è un film del 1999 diretto da Jon Amiel, con Sean Connery e Catherine Zeta-Jones.
È stato presentato fuori concorso al 52º Festival di Cannes.

## Trama

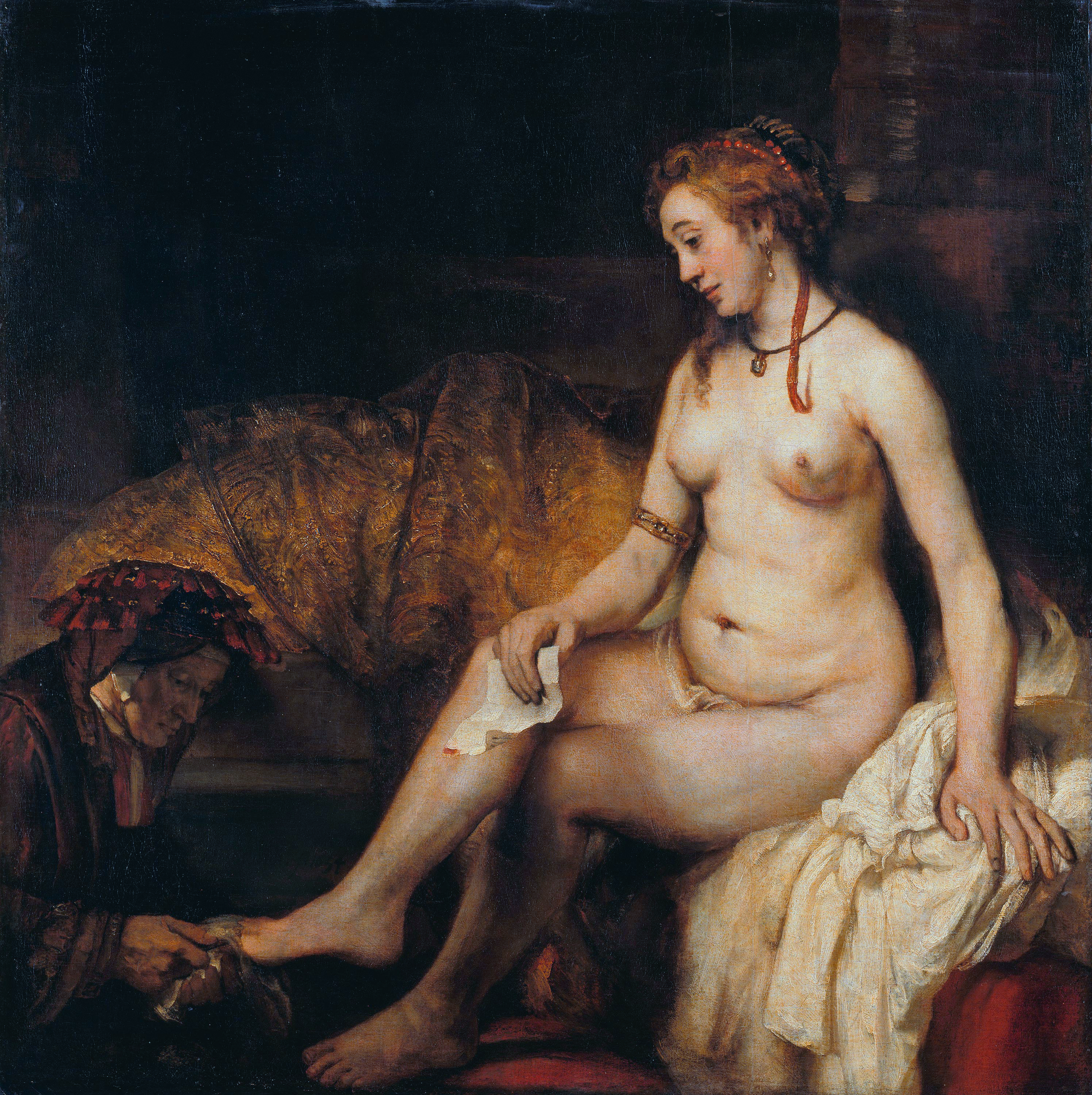
Betsabea con la lettera di David, il Rembrandt oggetto del furto

Virginia "Gin" Baker è un'agente delle assicurazioni Waverly di New York, incaricata di incastrare Robert "Mac" MacDougal, un abilissimo ladro di opere d'arte. Due settimane prima della mezzanotte del 31 dicembre 1999 viene rubato un Rembrandt e Gin viene mandata in missione per indagare su Mac, il principale sospettato, spacciandosi per ladra.
I due si alleano e organizzano un colpo per rubare una maschera cinese dal valore inestimabile da Bedford Palace; arrivati nel castello isolato di Mac, quest'ultimo addestra Virginia per riuscire nel furto, ma ben presto scopre la sua vera identità, grazie alla registrazione di una chiamata fra lei ed un suo collega, Hector, a un telefono pubblico.
Concluso il colpo, Virginia sostiene di aver lavorato alle assicurazioni come copertura e di aver organizzato un altro colpo. Questo nuovo colpo, definito il colpo del secolo per il valore potenziale del bottino pari a 8 miliardi di dollari, è ambientato alle Torri Petronas, sede dell'International Clearance Bank di Kuala Lumpur in Malaysia.
Il colpo, che deve essere effettuato obbligatoriamente la notte di fine millennio, non andrà secondo i piani, poiché Hector arriva sul posto con altri agenti della sicurezza per controllare le loro mosse. A questo punto Gin e Mac si danno alla fuga attraverso un ponte che collega le due torri. Tuttavia il ponte si sgretola e i due arrivano presso un pozzo di ventilazione, nel quale Gin si lancia utilizzando un piccolo paracadute.
Mac e Gin si rincontrano la mattina seguente alla stazione, come Mac aveva stabilito, ma lui si presenta con agenti dell'FBI, tra cui Hector, per arrestare Gin. Quest'ultima finge di voler prendere Mac in ostaggio, minacciando tutti con una pistola, e fugge su un treno. Mentre gli agenti dell'FBI passano alla stazione successiva, Gin salta da un treno all'altro raggiungendo Mac e dicendogli di aver bisogno di lui per un altro lavoro. Insieme fuggono su un treno, dopo essersi dichiarati il loro amore.

### Personaggi
- Robert 'Mac' MacDougal è un ladro scozzese sessantenne, che vive solitario in un castello (Duart Castle) dove colleziona le opere d'arte oggetto dei suoi furti. Con la collaborazione di Virginia mette a segno due colpi, il colpo a Bedford Palace e quello alle Torri Petronas. Si assicura di tenere a bada le avances romantiche di Gin, incerto se sia realmente sua complice o una donna in carriera che intende arrestarlo.
- Virginia 'Gin' Baker è una giovane agente delle assicurazioni Waverly di New York (e segretamente un'ambiziosa ladra), incaricata di far arrestare MacDougal. Laboriosa, determinata e seducente, ha un talento speciale e naturale per i furti in luoghi di massima sicurezza e ama affrontare grandi sfide. Diventa partner di Mac nel furto della maschera e nel colpo del millennio e finisce per innamorarsi di lui.
- Aaron Thibadeaux è un agente dell'FBI che due anni prima ha beccato MacDougal. In seguito ha fatto un accordo con lui diventando una persona di sua fiducia.
- Hector Cruz, capo di Virginia alle assicurazioni Waverly, cerca in ogni modo di incastrare Mac. È innamorato di Gin.
- Conrad Greene è un ricettatore di opere d'arte e fornitore della strumentazione necessaria a compiere il furto di Kuala Lumpur.
- Haas è un ragazzo che procura e rivende materiali usati nei furti e da cui Virginia ruba un vaso Qing con le planimetrie e il sistema di allarme in ogni dettaglio di Bedford Palace.

## Produzione

### Riprese
Entrapment è stato girato a Londra, nel castello di Duart in Scozia, e a Kuala Lumpur, tra giugno e ottobre 1998. Alcune riprese sono state effettuate alle Torri Petronas, l'edificio più alto del mondo fino al 2003.

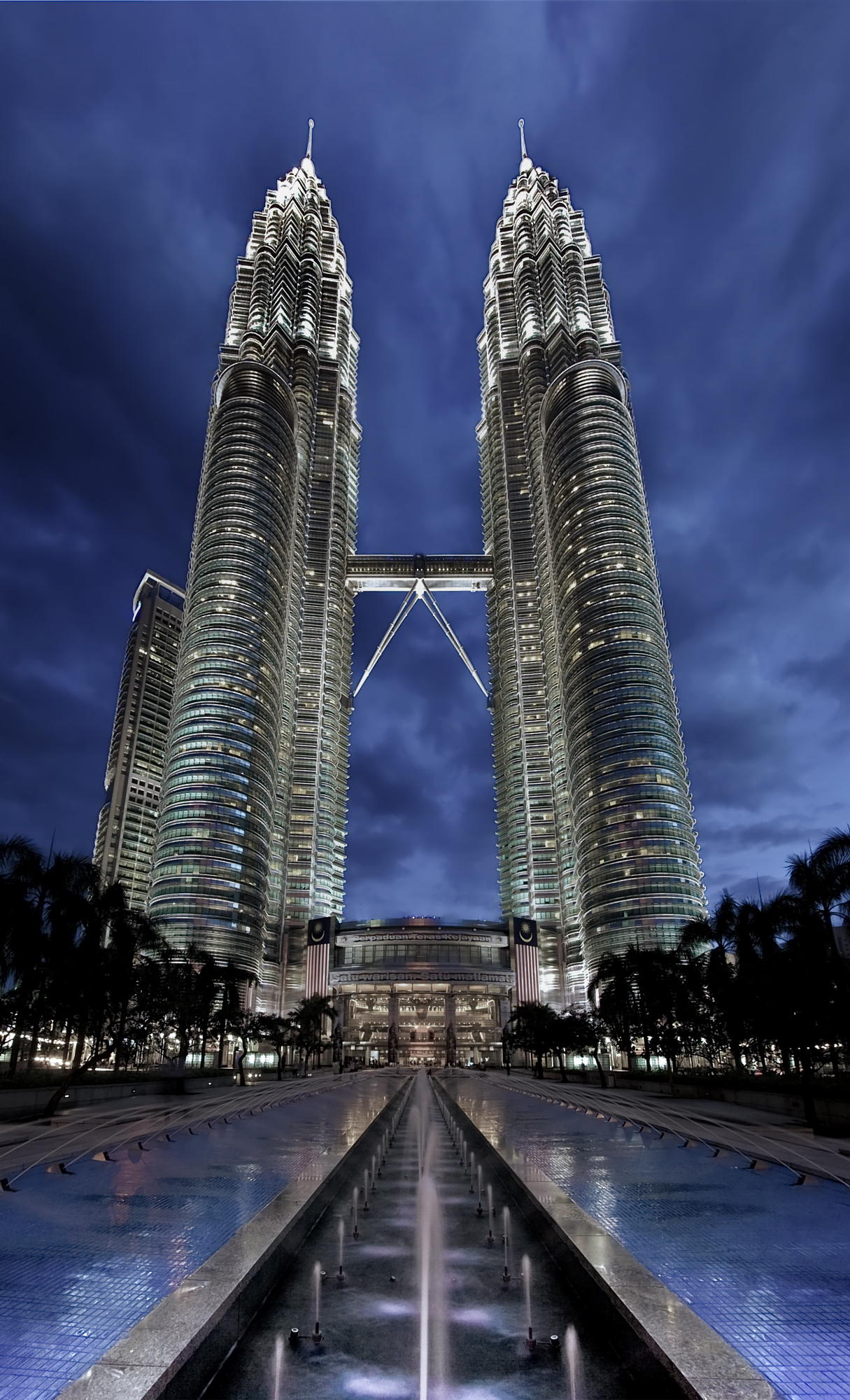
Le Torri Petronas, sede dell'International Clearance Bank, presso Kuala Lumpur, Malesia

## Colonna sonora
La tracklist è composta da 20 tracce:
1. Entrapment – 2:20
2. Saints And Sinners – 3:58
3. Fayeth In Fate – 1:57
4. Bright Moments – 2:20
5. The Dancing Jars – 1:06
6. Blackmail – 2:45
7. Who's Who? – 3:03
8. Heist Society – 3:35
9. A Certain Uncertainty – 3:11
10. La Fleur de la Musique – 1:58
11. Kuala Lumpur – 1:19
12. Impossible, But Doable – 1:36
13. Thieving – 4:12
14. Wondering Aloud – 2:53
15. Silent Partner – 1:31
16. The Empress Mask – 7:22
17. Millennium Countdown – 1:30
18. Alive Again – 1:58
19. Try, Then Trust – 2:11
20. Thank God – 4:04

Durata totale: 54:49
Il cd è uscito il 27 aprile 1999.

## Distribuzione
Il film è uscito nelle sale in gran parte del mondo tra maggio e giugno 1999.

### Data di uscita
La pellicola venne presentata in Malaysia il 29 aprile e in USA il 30 aprile 1999, e fuori concorso al Festival di Cannes 1999 nel maggio 1999.
Le date di uscita internazionali nel corso del 1999 sono state:
- 5 maggio in Thailandia
- 6 maggio in Singapore
- 19 maggio in Svizzera
- 20 maggio nei Paesi Bassi
- 21 maggio in Portogallo (A Armadilha) e Spagna (La trampa)
- 22 maggio in Taiwan
- 26 maggio in Belgio
- 27 maggio in Argentina (La emboscada), Germania (Verlockende Falle) e Nuova Zelanda
- 28 maggio in Austria, Norvegia, Svezia e Svizzera (nella regione di lingua tedesca)
- 29 maggio in Corea del Sud
- 1º giugno in Francia (Haute voltige)
- 2 giugno in Filippine
- 3 giugno in Brasile (Armadilha) e Hong Kong
- 4 giugno in Danimarca (Lokkeduen), Islanda, Messico (La emboscada) e Turchia (Kurda tuzak)
- 10 giugno in Ungheria (Briliáns csapda)
- 17 giugno in Slovacchia
- 18 giugno in Polonia (Osaczeni) e Russia (Западня)
- 2 luglio in Estonia, Finlandia (Ansa viritetty) e Regno Unito
- 8 luglio in Australia
- 5 agosto in Slovenia
- 14 agosto in Giappone
- 3 settembre in Italia
- 22 gennaio 2000 in Kuwait

Negli USA il film è uscito nello stesso weekend di Giovani diavoli di Rodman Flender, Vite nascoste di Simon Shore, Sarfarosh di John Matthew Matthan e Amore a doppio senso di Dan Ireland.

### Divieti
Le Commissioni Censura di alcuni paesi hanno stabilito alcune limitazioni per la visione della pellicola:
- in USA è stata vietata ai minori di 13 anni
- in Canada è stata vietata ai minori di 16 anni
- in Corea del Sud è stata vietata ai minori di 12 anni
- in Portogallo è stata vietata ai minori di 12 anni
- in Finlandia è stata vietata ai minori di 9 anni
- in Svezia è stata vietata ai minori di 11 anni
- in Svizzera è stata vietata ai minori di 12 anni
- nel Regno Unito è stata vietata ai minori di 12 anni.

### Doppiaggio italiano
La direzione del doppiaggio è di Manlio De Angelis e i dialoghi italiani sono curati da Carla Vangelista, per conto della Sefit-CDC.

## Accoglienza

### Incassi
Il film è stato un successo al botteghino, incassando 212404396 $ in tutto il mondo a fronte di un budget di $ 66 milioni.

### Critica
Su Rotten Tomatoes, ha il 40% di gradimento sulla base di 85 recensioni, con una valutazione media di 5,2/10. Il consenso dei critici del sito recita: "Una trama poco sviluppata appesantisce qualsiasi potenziale chimica tra i protagonisti del film." Su Metacritic, il film ha 54/100 come punteggio medio ponderato basato su 24 critici, indicando "recensioni miste o medie".
Janet Maslin del The New York Times, Peter Rainer del New York Magazine, Roger Ebert del Chicago Sun-Times, Todd McCarthy del Variety, e Desson Howe del Washington Post hanno elogiato il film.

### Reazioni del governo malese
Dopo il rilascio di Entrapment nel giugno 1999, il primo ministro malese Mahathir Mohammed ha accusato il film di presentare un'immagine distorta della Malaysia. Mahathir ha contestato il film che unisce le immagini delle Petronas Twin Towers con i bassifondi di Malacca. Il governo malese aveva assistito la Twentieth Century Fox con l'elaborazione dei visti, lo sdoganamento, le telecomunicazioni e la sicurezza nel tentativo di promuovere la Malesia come location cinematografica.

## Riconoscimenti
- 1999 - Razzie Awards
  - Nomination Peggior attrice protagonista a Catherine Zeta-Jones
  - Nomination Peggior coppia a Sean Connery e Catherine Zeta-Jones
- 2000 - Blockbuster Entertainment Awards
  - Miglior attrice in un film d'azione a Catherine Zeta-Jones
  - Nomination Miglior attore in un film d'azione a Sean Connery
  - Nomination Miglior attore non protagonista in un film d'azione a Ving Rhames
- 1999 - European Film Awards
  - Miglior attore (Premio del Pubblico) a Sean Connery
  - Miglior attrice (Premio del Pubblico) a Catherine Zeta-Jones
- 2000 - BMI Film & TV Award
  - Miglior colonna sonora a Christopher Young
- 2000 - Golden Reel Award
  - Nomination Miglior montaggio sonoro in un film straniero